# Nicollette Sheridan
Ne pas confondre avec l'actrice américaine Nicole Sheridan.
Nicollette Sheridan est une actrice britannico-américaine, née le 21 novembre 1963 à Worthing dans le Sussex.
Révélée par son rôle de Paige Matheson dans la série Côte Ouest, elle accède à une notoriété publique importante grâce à son rôle d'Edie Britt dans Desperate Housewives, pour lequel elle est nommée au Golden Globe. 
Côté cinéma, elle se spécialise dans le registre de la comédie telles que : Bruits de coulisses (1992), Agent zéro zéro (1996) et Le Ninja de Beverly Hills (1997) ou encore Nom de Code : Le Nettoyeur (2007).
Après une période de retrait, elle est choisie pour interpréter le rôle d'Alexis Morell Carrington dans la série dramatique Dynastie (2017). Durant sa carrière, elle est nommée pour plus d’une vingtaine de récompenses, notamment aux Golden Globe ou aux Screen Actors Guild Awards.

## Biographie

### Enfance et formation
Elle est la fille de l'actrice Sally Sheridan (née Adams). Elle se découvre une passion pour le ballet et étudie ensuite les arts et l'éducation artistique à Londres. En plus du théâtre, Nicollette Sheridan est une fervente lectrice des œuvres de William Shakespeare. 
Elle finit par déménager à Los Angeles pour entamer sa carrière d'actrice.

### Carrière

#### Débuts et progression:Côte Ouest
Nicollette Sheridan commence sa carrière comme mannequin. Elle apparaît, entre autres, dans des magazines comme Vogue et fait la couverture de Cosmopolitan.
En 1986, elle est révélée dans le feuilleton américain Côte Ouest, dans le rôle récurrent de Paige Matheson, une jeune femme désespérément amoureuse de Gregory Sumner, durant sept années. Son interprétation de femme puissante et manipulatrice lui permet de décrocher, deux années consécutives, le Soap Opera Digest Awards de la meilleure actrice. Cette cérémonie récompense le meilleur dans la production des soap opera.
Forte de cette nouvelle visibilité, l'actrice enchaîne les apparitions et développe sa carrière, essentiellement à la télévision. On la retrouve notamment au côté de Gary Cole pour Le courage de l'amour en 1994 et James Woods pour Le Silence des innocents en 1995. En 1996, elle partage l'écran avec Faye Dunaway dans L'Angoisse d'une mère.

#### Rôles au cinéma et perte de vitesse
Côté cinéma, elle se spécialise dans le registre de la comédie. En 1992, elle joue dans Bruits de coulisses avec Michael Caine. En 1996, elle est le premier rôle féminin de la comédie parodique Agent zéro zéro avec Leslie Nielsen. L'année suivante, elle est l'une des têtes d'affiche dans Le Ninja de Beverly Hills.
En 1998, elle fait de la figuration dans la comédie I Woke Up Early the Day I Died portée par Christina Ricci, et en 1999, elle fait une incursion dans le milieu de l'action pour Raw Nerve avec Mario Van Peebles et Zach Galligan.
Nicollette Sheridan continue ensuite d'intervenir dans de nombreux téléfilms, mais sa carrière s'essouffle et l'actrice perd en visibilité.
En 2003, elle passe une audition pour la sitcom Will et Grace mais le rôle est finalement attribué à Debra Messing.

#### Retour au succès et regain:Desperate Housewives

Logo original de la série télévisée Desperate Housewives.

Elle signe un retour télévisuel et médiatique remarqué lorsqu'elle est sélectionnée pour le rôle d'Edie Britt, dans la série Desperate Housewives. Initialement, Nicollette Sheridan devait tenir le rôle de Bree Van de Kamp mais au dernier moment, les producteurs lui ont préféré Marcia Cross et ont décidé de lui attribuer le rôle d'Edie, qui ne devait cependant pas être régulier. Ce personnage ayant obtenu une certaine audience, les producteurs ont rallongé le rôle pour la garder dans l'équipe.
La série rencontre un large succès, public mais aussi critique, dans tous les pays où elle est diffusée. La production est nommée et récompensée à de nombreuses cérémonies, comme les Golden Globes ou les Emmy Awards (l'équivalent des Oscars pour la télévision). Nicollette Sheridan et l'ensemble du casting sont lauréats du Screen Actors Guild Awards, deux années consécutives, en 2005 et 2006.

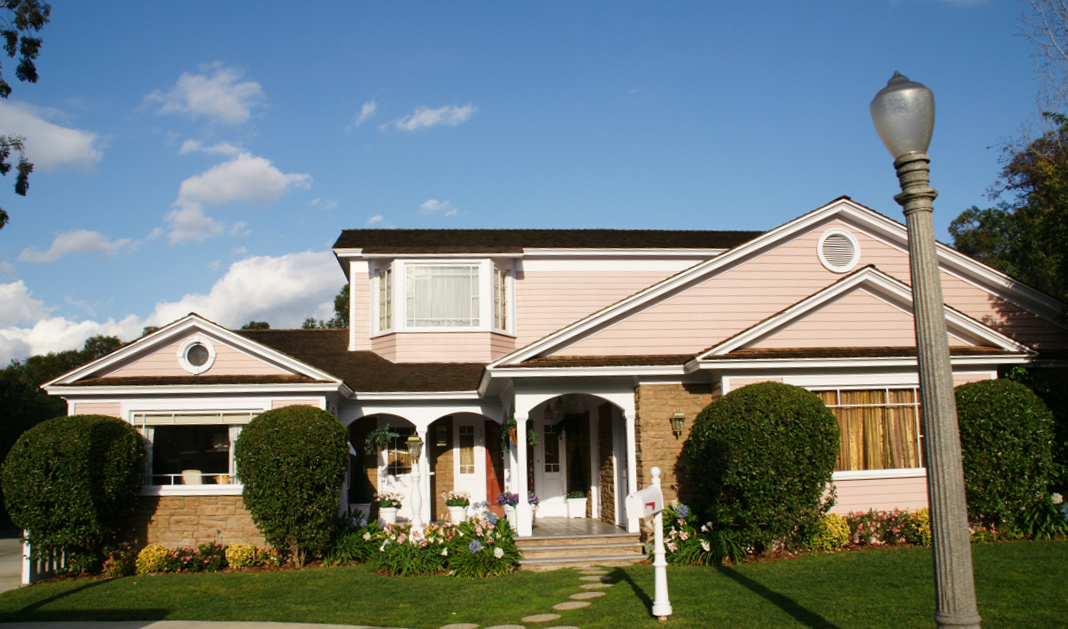
La maison du personnage d'Edie Britt dans Desperate Housewives.

Son interprétation est également saluée par une nomination lors de la cérémonie des Golden Globes. En 2006, elle est élue Meilleure actrice dans une série télévisée par le magazine Glamour.
En 2007, parallèlement au tournage de la série, l'actrice tente un retour sur le grand écran, en rejoignant la comédie Nom de Code : Le Nettoyeur avec Cedric the Entertainer et Lucy Liu. Le film est un échec critique et public retentissant. Nicollette Sheridan se retrouve même nommée lors de la cérémonie parodique des Razzie Awards dans la catégorie Pire actrice dans un second rôle.
L'actrice aurait été payée 175 000 $ par épisode dans la série.
À chaque fin de saison de Desperate Housewives, l'avenir du personnage d'Edie est souvent incertain (tentative de suicide à la fin de la saison 3, déménagement à la fin de la saison 4, etc.). Durant la saison 5, le personnage meurt à la suite d'un accident de voiture. En tant que cinquième housewife, elle sera remplacée par Vanessa Williams à partir de la saison 7.

#### Déboires judiciaires, retrait médiatique et téléfilms

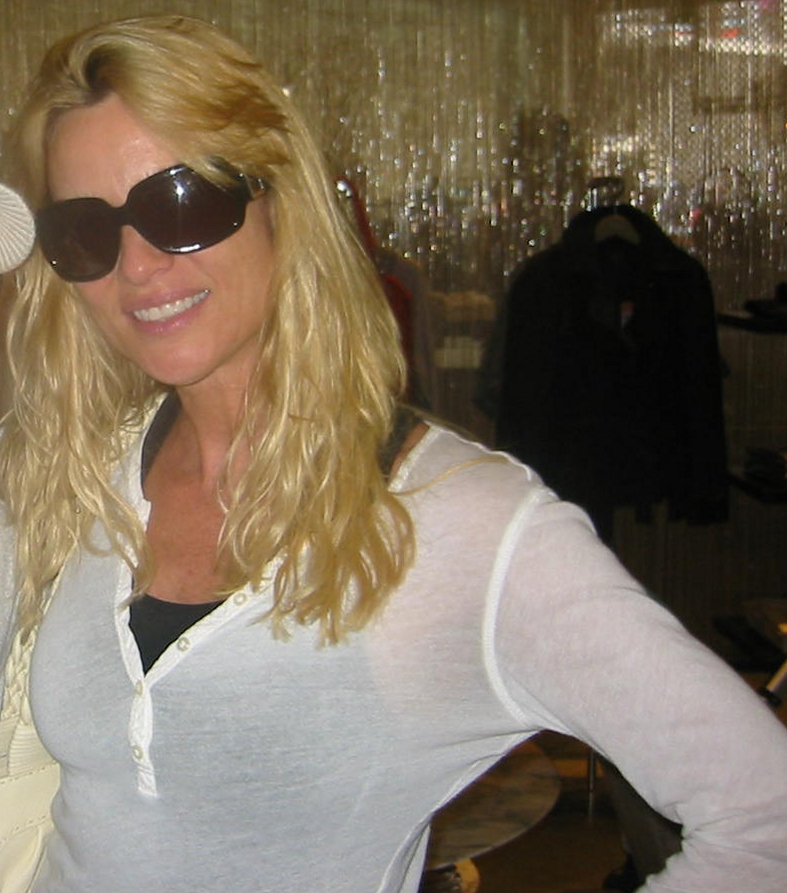
Nicollette Sheridan, en 2008.

En 2010, elle porte plainte contre Marc Cherry, le créateur de Desperate Housewives, pour rupture abusive de contrat et mauvais traitement sur le plateau de tournage. Elle réclame la somme de 20 millions de dollars en dédommagement, tandis que les actrices principales (Teri Hatcher, Marcia Cross, Felicity Huffman et Eva Longoria) affichent, elles, leur soutien au créateur de la série.
Parmi les raisons du licenciement, le créateur de la série justifie un choix artistique et budgétaire. Il cite également le comportement non professionnel de l'actrice, des retards quotidiens, un mauvais apprentissage de son texte, une mésentente évidente avec les autres actrices. Elle perd finalement son procès contre Marc Cherry, faute de preuves.
L'actrice se tourne alors essentiellement vers la télévision et les téléfilms. Entre 2010 et 2012, elle est à l'affiche du téléfilm Lune de miel en solo, elle fait partie du court-métrage Canon C300. Elle prête ensuite sa voix au film d'animation Noah et est également pressentie pour l'un des rôles titres d'une série intitulée Lee Mathers, mais le projet n'aboutit pas. Elle décroche en 2012 enfin un second rôle dans la comédie romantique Jewtopia avec Jennifer Love Hewitt et Ivan Sergei.
En 2013, elle est la tête d'affiche du téléfilm À la recherche de l'esprit de Noël, produit par Disney Channel. L'année suivante, elle figure au casting de la comédie noire Let's Kill Ward's Wife avec Amy Acker et James Carpinello.
En 2016, elle porte le téléfilm Ma nounou est un homme, une comédie romantique au côté de Dan Payne. En 2017, elle incarne le premier rôle féminin du téléfilm dramatique The Chameleon aux côtés de Michael Paré.

#### Retour télévisuel remarqué:Dynastie

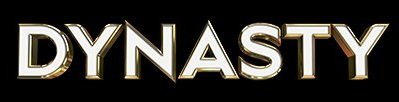
Logo original de la série télévisée Dynastie.

Fin 2017, il est annoncé qu'elle fera son retour dans une série télévisée en 2018. Elle rejoint en effet la distribution de Dynastie, reprise du feuilleton éponyme des années 1980, dès la deuxième partie de la première saison pour interpréter le personnage iconique de Joan Collins, Alexis Morell Carrington.
Le réseau CW renouvelle alors la série pour une seconde saison comptant sur la participation de Nicollette Sheridan pour relancer les audiences, comme ce fut le cas pour la série originale avec l’arrivée de Collins. 
Diffusée par le réseau The CW Television Network aux États-Unis et par la plateforme Netflix en France, la série divise la critique, mais rencontre tout de même son public et remporte le People's Choice Awards 2018 de la reprise de la série de l'année.

En 2019, le programme est parvenu à s'installer et est renouvelé pour une troisième saison. Cependant, Nicollette Sheridan annonce son départ surprise de la série, à l'issue de la seconde saison, pour des raisons personnelles. L'actrice est écartée à sa demande, afin de passer du temps auprès de sa mère malade, atteinte d'un cancer en phase terminale : 

« Je suis profondément reconnaissante envers les producteurs qui m'ont gracieusement autorisée à retourner à Los Angeles pour être à ses côtés, et je leur souhaite, à eux et à toutes les équipes de la série, rien d'autre que du succès. J'espère que mes fans accueilleront à bras ouverts celle qui me succédera, comme ils l'avaient fait avec moi. »

Personnage emblématique et fortement apprécié, la production décide, en effet, de ne pas sacrifier le personnage mais de le remanier. Cependant, Nicollette Sheridan et The CW prennent, dans un premier temps, la décision de réduire son temps de présence à l'écran et annoncent son prochain retour dans la série, dès la troisième saison. Après des mois de rumeurs sur ce potentiel retour, il est finalement annoncé, quelques semaines après le lancement de la troisième saison, que le rôle est réattribué à l'actrice Elaine Hendrix qui rejoint la distribution principale de la saison en cours de route pour reprendre l'incarnation du personnage d'Alexis Carrington dont elle sera le troisième visage.

### Vie privée
Telly Savalas alias Kojak était son beau-père.
Elle a été mariée avec l'acteur Harry Hamlin de 1991 à 1993. Entre 1993 et 2005, elle est la compagne du crooner Michael Bolton.
Après de brèves fiançailles avec Nicklas Soderblom, un professeur de sport, elle retrouve Michael Bolton. Ils se fiancent pour la seconde fois en mars 2006, avant de se séparer de nouveau en août 2008.
L'actrice épouse ensuite Aaron Phypers en décembre 2015, mais le couple se sépare six mois après et le divorce est prononcé en juin 2016.

## Filmographie

### Cinéma
- 1985 : Garçon choc pour nana chic de Rob Reiner : The Sure Thing
- 1992 : Bruits de coulisses (Noises Off...) de Peter Bogdanovich : Brooke Ashton / Vicki
- 1996 : Agent zéro zéro (Spy Hard) de Rick Friedberg : Véronique Ukrinsky, Agent 3.14
- 1997 : Le Ninja de Beverly Hills (Beverly Hills Ninja) de Dennis Dugan : Allison Page / Sally Jones
- 1998 : I Woke Up Early the Day I Died de Aris Iliopulos : Femme dans la salle de danse
- 1999 : Raw Nerve de Avi Nesher : Izabel Sauvestre
- 2002 : .com for Murder de Nico Mastorakis : Misty Brummel
- 2002 : La Légende de Tarzan et Jane (Tarzan & Jane) : Eleanor (voix)
- 2007 : Nom de Code : Le Nettoyeur (Code Name: The Cleaner) de Les Mayfield : Diane
- 2008 : Fly Me to the Moon de Ben Stassen et Mimi Maynard : Nadia (voix)
- 2011 : Canon C300 Demo: XXIT de Sam Nicholson : Nikki Williams (court-métrage)
- 2012 : Noah de Bill Boyce et John Stronach : Zenna (voix)
- 2012 : Jewtopia de Bryan Fogel : Betsy O'Connell
- 2014 : Let's Kill Ward's Wife de Scott Foley : Robin Peters

### Télévision

#### Séries télévisées
- 1984 : La Vallée des poupées (Paper Dolls) : Taryn Blake (rôle principal - 13 épisodes)
- 1984 : Scene of the Crime : Liza (saison 1, épisode 4)
- 1986-1993 : Côte Ouest (Knots Landing) : Paige Matheson (rôle principal - 181 épisodes)
- 1990 : Poker d'amour à Las Vegas (Lucky Chances) : Lucky Santangelo (3 épisodes)
- 1991 : Le Cavalier solitaire (Paradise) : Lily (saison 3, épisode 12)
- 1993 : Incredi-Girl : Taylor (pilote non retenu par CBS)
- 2001 : La Légende de Tarzan (The Legend of Tarzan) : Eleanor (voix, 25 épisodes)
- 2003 : Will et Grace (Will & Grace) : Dr. Danielle Morty (saison 5, épisode 24)
- 2003 : Becker : Anna Davis (saison 6, épisode 9)
- 2004-2009 : Desperate Housewives : Edie Britt (rôle principal, saisons 1 à 5 - 111 épisodes)
- 2010 : Lee Mathers : Lori Mays (pilote non commandé)
- 2018-2019 : Dynastie : Alexis Morell Carrington (rôle récurrent, saison 1 ; rôle principal, saison 2 - 22 épisodes)

#### Téléfilms
- 1986 : Poirot joue le jeu (Dead Man's Folly) de Clive Donner : Hattie Stubbs
- 1986 : Dark Mansions de Jerry London : Banda Drake
- 1990 : Erreur parfaite (Deceptions) de Ruben Preuss : Adrienne Erickson
- 1992 : Strip-tease mortel (Somebody's Daughter) de Joseph Sargent : Sara
- 1994 : Le courage de l'amour (A Time to Heal) de Michael Toshiyuki Uno : Jenny Barton
- 1994 : Le lit du diable (Shadows of Desire) de Sam Pillsbury : Rowena Ecklund
- 1995 : Permission d'aimer (en) (Silver Strand) de George Miller : Michelle Hughes
- 1995 : Le silence des innocents (Indictment: The McMartin Trial) de Mick Jackson : Grace
- 1995 : Le dernier fléau (Virus) d'Armand Mastroianni : Marissa Blumenthal
- 1996 : L'Angoisse d'une mère (The People Next Door) de Tim Hunter : Anna Morse
- 1997 : Murder in My Mind de Robert Iscove : Callain Pearson
- 1997 : Retour sur la Côte Ouest (Knots Landing: Back to the Cul-de-Sac) de Bill Corcoran : Paige Matheson
- 1998 : Sale temps pour les maris (Dead Husbands) de Paul Shapiro : Alexandra Elston
- 2000 : Le Secret du manoir (The Spiral Staircase) de James Head : Helen Capel
- 2002 : Mary Higgins Clark : Vous souvenez-vous ? (Haven't We Met Before?) de René Bonnière : Eliza / Kate / Emily Winton
- 2003 : Dangereuse Séduction (Deadly Betrayal) de Jason Hreno : Donna Randal
- 2003 : Le trésor oublié (Lost Treasure) de Jim Wynorski : Carrie
- 2004 : Karaté Dog (The Karate Dog) de Bob Clark : Le chat blanc (voix)
- 2004 : Visions criminelles (Deadly Visions) de Michael Scott : Ann Culver
- 2011 : Lune de miel en solo (Honeymoon for One) de Kevin Connor : Eve Parker
- 2013 : À la recherche de l'esprit de Noël (The Christmas Spirit) de Jack Angelo : Charlotte Hart (également productrice exécutive et co-scénariste)
- 2016 : Ma nounou est un homme ! (All Yours) de Monika Mitchell : Cassie McKay (également productrice exécutive)
- 2017 : The Chameleon de Steve Feke : Gentry
- 2023 : Ladies of the '80s: A Divas Christmas de Christie Will Wolf : Juliette Matheson

## Voix françaises
En France, Marie-Martine Bisson est la voix française régulière de Nicollette Sheridan depuis Côte Ouest. 
En France
| - Marie-Martine Bisson dans : - Côte Ouest (série télévisée) - Permission d'aimer (téléfilm) - Will et Grace (série télévisée) - Mary Higgens Clark : Vous souvenez-vous ? (téléfilm) - Dangereuse Séduction (téléfilm) - Le trésor oublié (téléfilm) - Visions criminelles - Desperate Housewives (série télévisée) - Lune de miel en solo (téléfilm) - À la recherche de l'esprit de Noël (téléfilm) - Ma nounou est un homme - Dynastie (série télévisée) | - Michèle Buzynski dans : - Le Dernier fléau - L'Angoisse d'une mère (téléfilm) et aussi - Patricia Legrand dans La Vallée des poupées (série télévisée) - Micky Sebastian dans Bruits de coulisses - Brigitte Aubry dans Le Courage de l'amour (téléfilm) - Dominique Vallée dans Le Ninja de Beverly Hills - Emmanuèle Bondeville dans Sale temps pour les maris (téléfilm) |

## Distinctions

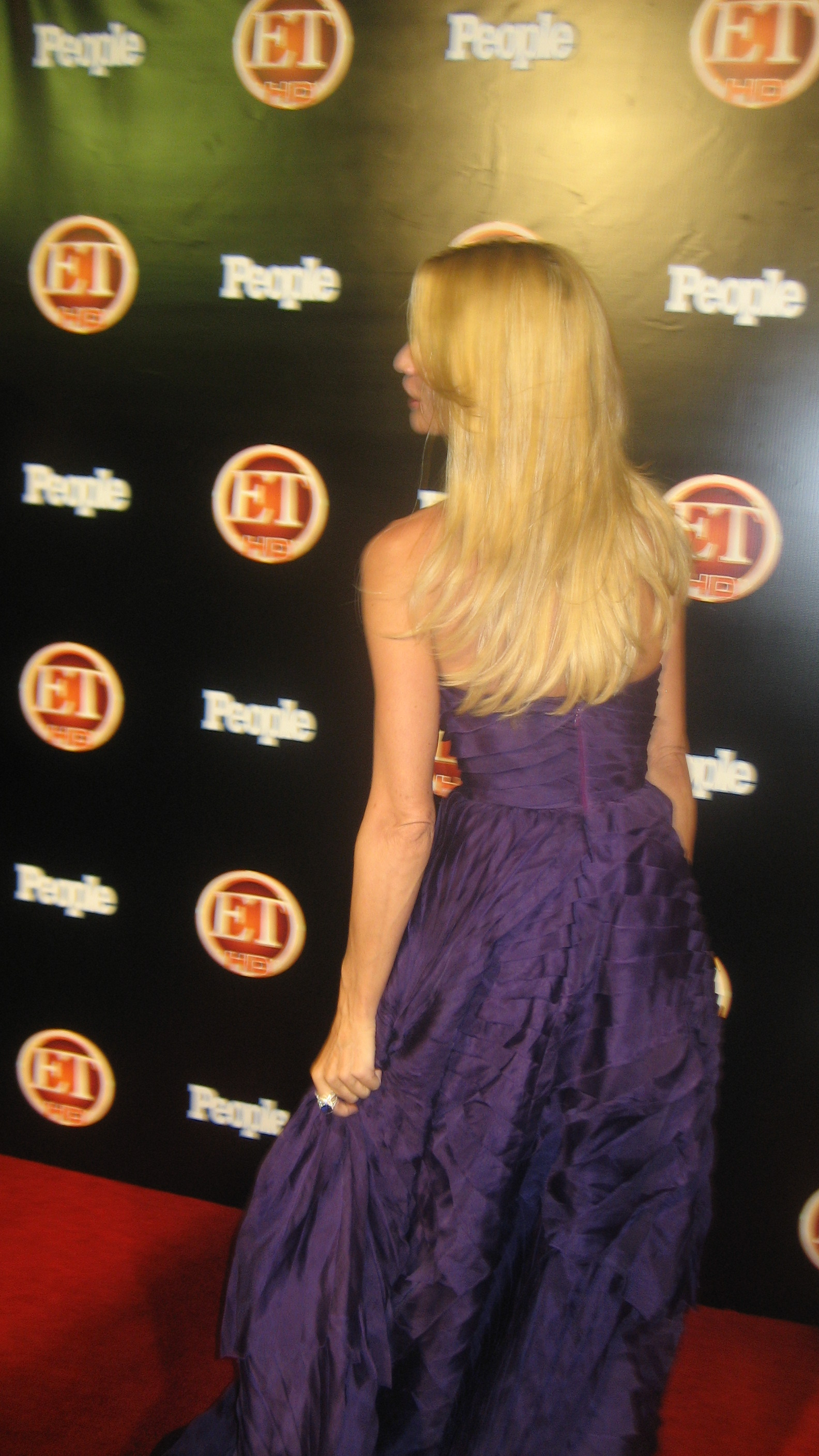
Nicollette Sheridan, lors des Emmy Awards 2008.

Sauf indication contraire ou complémentaire, les informations mentionnées dans cette section proviennent de la base de données IMDb.

### Récompenses
- Soap Opera Digest Awards 1990 : Meilleure actrice pour Côte Ouest
- Soap Opera Digest Awards 1991 : Meilleure actrice pour Côte Ouest
- Screen Actors Guild Awards 2005 : Meilleure distribution dans une série télévisée comique pour Desperate Housewives
- Glamour Women of the Year Award 2006 : Meilleure actrice dans une série télévisée pour Desperate Housewives
- Screen Actors Guild Awards 2006 : Meilleure distribution dans une série télévisée comique pour Desperate Housewives

### Nominations
- Gold Derby Awards 2005 : Meilleure actrice dans un second rôle dans une série télévisée comique pour Desperate Housewives
- 62e cérémonie des Golden Globes 2005 : meilleure actrice dans un second rôle dans une série, une mini-série ou un téléfilm pour Desperate Housewives
- Gold Derby Awards 2006 : Meilleure distribution pour Desperate Housewives
- Gold Derby Awards 2007 : Meilleure actrice dans un second rôle dans une série télévisée comique pour Desperate Housewives
- Screen Actors Guild Awards 2007 : Meilleure distribution pour Desperate Housewives
- Razzie Awards 2008 : Pire actrice dans un second rôle pour Code Name : The Cleaner
- Screen Actors Guild Awards 2008 : Meilleure distribution pour Desperate Housewives
- Screen Actors Guild Awards 2009 : Meilleure distribution pour Desperate Housewives